# Lista rezervațiilor naturale din județul Constanța

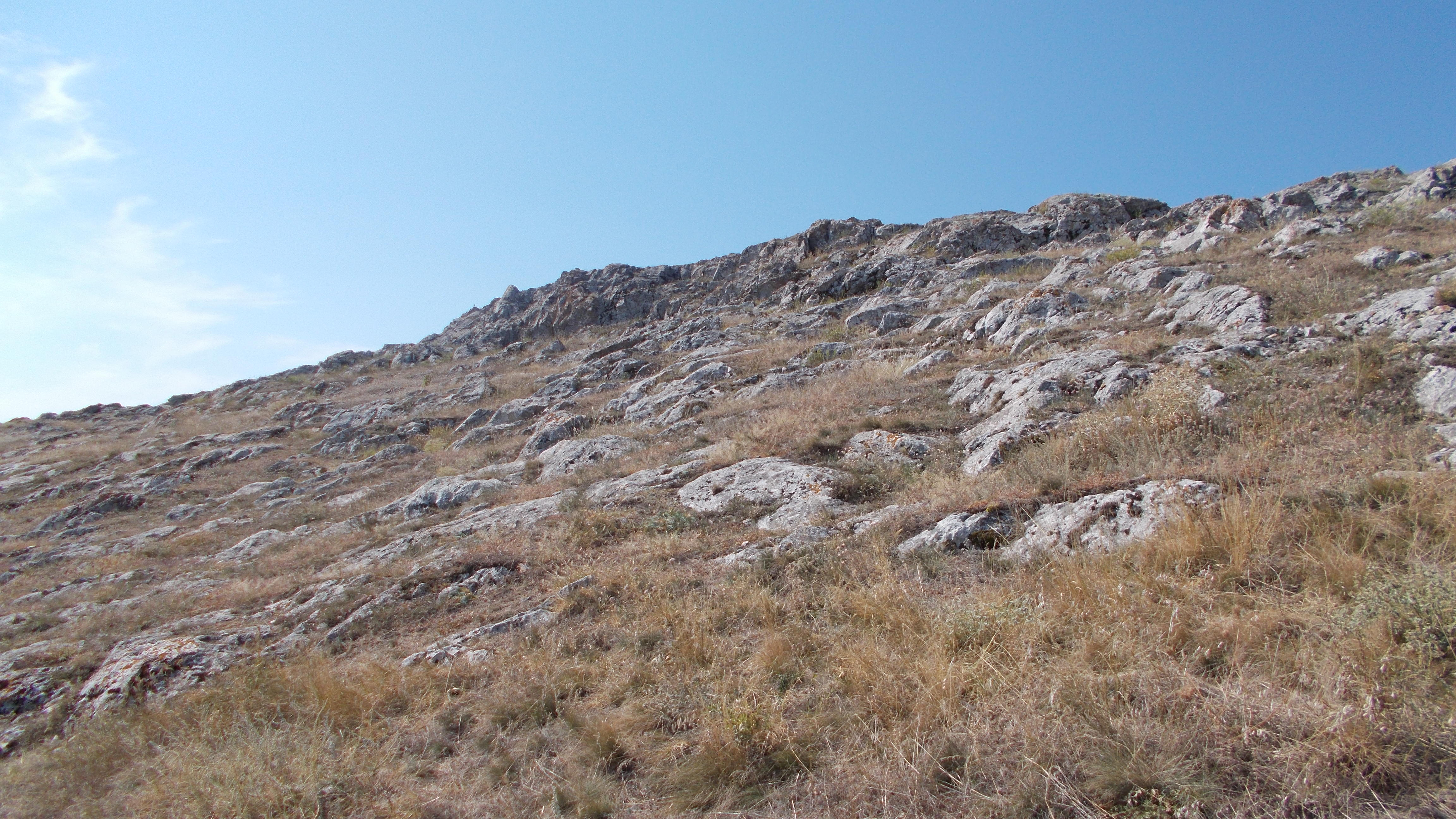
Aria protejată "Cetatea Histria"

Lista rezervațiilor naturale din județul Constanța cuprinde ariile protejate de interes național (rezervații naturale), aflate pe teritoriul administrativ al județului Constanța, declarate prin: 
- Legea nr. 5 din 6 martie 2000 (privind aprobarea Planului de amenajare a teritoriului național - Secțiunea a III-a - arii protejate) [1],
- Hotărârea de Guvern nr. 2.151 din 30 noiembrie 2004 (privind instituirea regimului de arie protejată pentru noi zone)[2] și
- Hotărârea de Guvern nr. 1.143 din 18 septembrie 2007, publicată în Monitorul Oficial al României, nr. 691 din 11 octombrie 2007 (privind instituirea de noi arii protejate)[3].

## Lista ariilor protejate
| Denumirea ariei protejate                     | Cod       | Localizare      | Categorie IUCN | Tip                  | Suprafață (ha) | Observații (foto)      |
| --------------------------------------------- | --------- | --------------- | -------------- | -------------------- | -------------- | ---------------------- |
| Canaralele de la Hârșova                      | RONPA0386 | Hârșova         | III            | paleontologic        | 3,53           | monument al naturii    |
| Cetatea Histria                               | RONPA0366 | Istria          | IV             | științific-mixt      | 350            | Imagine din rezervație |
| Corbu-Nuntași - Histria                       | RONPA0365 | Corbu, Istria   | IV             | științific           | 1.610          | Imagine din rezervație |
| Dunele marine de la Agigea                    | RONPA0383 | Constanța       | IV             | botanic              | 25             |                        |
| Dealul Allah Bair                             | RONPA0384 | Crucea          | IV             | mixt                 | 10             |                        |
| Fântânița - Murfatlar                         | RONPA0381 | Basarabi        | IV             | botanic și faunistic | 66,4           |                        |
| Grindul Chituc                                | RONPA0363 | Corbu           | IV             | științific           | 2.300          |                        |
| Grindul Lupilor                               | RONPA0364 | Mihai Viteazu   | IV             | științific           | 2.075          |                        |
| Insula Ceaplace                               | RONPA0952 | Mihai Viteazu   | IV             | avifaunistic         | 0,6            |                        |
| Insulele Prundu cu păsări                     | RONPA0951 | Mihai Viteazu   | IV             | avifaunistic         | 1,5            |                        |
| Lacul Agigea                                  | RONPA0385 | Agigea          | IV             | zoologic             | 35             |                        |
| Lacul Bugeac                                  | RONPA0879 | Ostrov          | IV             | mixt                 | 1.434          | HG 2.151/2004          |
| Lacul Dunăreni                                | RONPA0880 | Dunăreni        | IV             | mixt                 | 704            | HG 2.151/2004          |
| Lacul Oltina                                  | RONPA0878 | Oltina          | IV             | mixt                 | 2.290          | HG 2.151/2004          |
| Lacul Vederoasa                               | RONPA0881 | Aliman          | IV             | mixt                 | 517            | HG 2.151/2004          |
| Locul fosilifer "Aliman"                      | RONPA0368 | Aliman          | III            | paleontologic        | 15             | monument al naturii    |
| Locul fosilifer "Credința"                    | RONPA0370 | Cobadin         | III            | paleontologic        | 6              | monument al naturii    |
| Locul fosilifer "Cernavodă"                   | RONPA0371 | Cernavodă       | III            | paleontologic        | 3              | monument al naturii    |
| Locul fosilifer "Movila Banului"              | 2.370     | Seimeni         | III            | paleontologic        | 4              | monument al naturii    |
| Locul fosilifer "Seimenii Mari"               | RONPA0372 | Seimeni         | IV             | paleontologic        | 0,5            |                        |
| Lacul Techirghiol                             | RONPA0937 | Eforie Nord     | IV             | zoologic             | 1.229,98       | Lacul Techirghiol      |
| Mlaștina Hergheliei                           | RONPA0935 | Mangalia        | IV             | mixt                 | 98             | HG 1.851/2005          |
| Masivul Geologic "Cheia"                      | 2.362     | Cheia           | IV             | geologic și botanic  | 387,95         |                        |
| Obanu Mare și Peștera Movile                  | RONPA0388 | Mangalia        | IV             | speologic-morfologic | 12             |                        |
| Pădurea Canareaua Fetii                       | RONPA0380 | Băneasa         | IV             | botanic și faunistic | 172,1          |                        |
| Pădurea Dumbrăveni                            | RONPA0378 | Dumbrăveni      | IV             | botanic și faunistic | 315,5          |                        |
| Pădurea Esechioi                              | RONPA0382 | Esechioi        | IV             | botanic și faunistic | 27,7           |                        |
| Pădurea Hagieni                               | RONPA0377 | Albești         | IV             | botanic și faunistic | 431,63         |                        |
| Pădurea Celea Mare - Valea lui Ene            | RONPA0875 | Hârșova         | IV             | mixt                 | 54             | HG 2.151/2004          |
| Pădurea Cetate                                | RONPA0876 | Lipnița         | IV             | mixt                 | 62             | HG 2.151/2004          |
| Pădurea Bratca                                | RONPA0877 | Oltina          | IV             | mixt                 | 67             | HG 2.151/2004          |
| Pereții calcaroși de la Petroșani             | RONPA0367 | Deleni          | III            | geologic             | 4,8            | monument al naturii    |
| Peștera La Adam                               | RONPA0373 | Târgușor        | III            | speologic            | 5              | monument al naturii    |
| Peștera Gura Dobrogei                         | RONPA0374 | Târgușor        | III            | speologic            | 5              | monument al naturii    |
| Peștera Limanu                                | RONPA0375 | Limanu          | III            | speologic            | 1              | Peștera Limanu         |
| Valu lui Traian                               | RONPA0376 | Valu lui Traian | IV             | botanic              | 5              |                        |
| Recifii jurasici "Cheia"                      | RONPA0379 | Târgușor        | IV             | mixt                 | 170            |                        |
| Reciful neurojurasic de la Topalu             | RONPA0369 | Topalu          | IV             | mixt                 | 8              |                        |
| Rezervația naturală "Gura Dobrogei"           | RONPA0940 | Târgușor        | IV             | mixt                 | 242,7          | HG 1.143/2007          |
| Vama Veche - 2 Mai (Acvatoriul litoral marin) | RONPA0362 | Limanu          | IV             | științific           | 5.000          |                        |